# Кайназъярви
Кайназъярви — озеро на территории Ведлозерского сельского поселения Пряжинского района Республики Карелия.

## Общие сведения
Площадь озера — 6,1 км², площадь водосборного бассейна — 66,1 км². Располагается на высоте 92,9 метров над уровнем моря. Котловина ледникового происхождения.
Форма озера прямоугольная. Берега каменисто-песчаные, местами заболоченные.
Озеро отделено узким проливом от соседнего озера Нялмозеро, из которого вытекает река Нялма, впадающая в Ведлозеро.
В озере несколько островов различной площади, их количество может варьироваться в зависимости от уровня воды.
Рыба: щука, плотва, лещ, налим, окунь, ёрш.
Населённые пункты возле озера отсутствуют. Ближайший — деревня Куккойла — расположен в 12 км к ЮЮВ от озера.
Код объекта в государственном водном реестре — 01040300211102000014343.